# Fernando Andina
Fernando Andina (Madrid, 22 de mayo de 1976) es un actor español.

## Biografía
Tras empezar sus estudios de interpretación entre España y Estados Unidos en 1996, en 2000 le llega su primer papel importante al incorporarse al reparto protagonista de la serie juvenil Al salir de clase de Telecinco, en la que trabajaría durante alrededor de dos años interpretando el papel de Mateo.
Poco después de abandonar este personaje le llegaría otra oportunidad en la serie El comisario, inicialmente en la primera temporada (último capítulo) interpretando a Felipe, el hijo de un juez asesinado, más adelante interpretaría el papel de Lucas desde el año 2002 hasta 2009. 
También tuvo un papel en la tercera temporada de la serie Sin tetas no hay paraíso donde interpretó al doctor Pablo Santana y en 2010 participó en la serie Gavilanes dando vida al malvado Fernando Rivas.
Además de televisión, ha hecho cine, destacando películas como El palo, dirigida por Eva Lesmes, Más de mil cámaras velan por tu seguridad, de David Alonso o la más reciente El ciclo Dreyer de Álvaro del Amo y también varias obras de teatro.
En este último medio destaca su participación en las obras Aspirina para dos, Los engranajes, Tierra de nadie, Hillbillie Wedding y Annie get your Gun,  estas dos últimas en Norteamérica. Allí rodó asimismo cortometrajes como Naw above Alabama y Fuck you, mientras que en España participó en Deuce, Padre Martín y Cats. 
En 2011, se incorporó a la serie Física o química en la que dio vida a Enrique, el nuevo director del Zurbarán e hizo un cameo especial en Cheers. En 2012 participa en Imperium y en 2013 se incorpora a la tercera temporada de la serie Gran Reserva. En 2014 participa en un capítulo de la serie Los misterios de Laura, y además participa en varios episodios de la segunda temporada de Vive Cantando.  Interpretó al personaje de Gabriel de la Vega en la séptima temporada de la serie de Antena 3 Amar es para siempre.
En 2022, participó en la séptima edición del concurso de talento culinario MasterChef Celebrity (programa de televisión español)
Es el propietario y gerente del Restaurante Greener Café, en Madrid.

## Filmografía

### Televisión
| Año         | Título                   | Personaje          | Canal     |
| ----------- | ------------------------ | ------------------ | --------- |
| 2000 - 2001 | Al salir de clase        | Mateo Fernández    | Telecinco |
| 2002 - 2009 | El comisario             | Lucas Aguilar      | Telecinco |
| 2009        | Sin tetas no hay paraiso | Pablo Santana      | Telecinco |
| 2010 - 2011 | Gavilanes                | Fernando Rivas     | Antena 3  |
| 2011        | Física o química         | Enrique Lubián     | Antena 3  |
| 2011        | Cheers                   | Tomás (Cameo)      | Telecinco |
| 2012        | Imperium                 | Druso              | Antena 3  |
| 2013        | Gran Reserva             | Javier Ocampo      | La 1      |
| 2014        | Los misterios de Laura   | Agustín            | La 1      |
| 2014        | Vive cantando            | Tomás Peinado      | Antena 3  |
| 2015 - 2017 | Seis hermanas            | Rodolfo Loygorri   | La 1      |
| 2018        | Arde Madrid              | Luis Figueroa      | Movistar+ |
| 2018 - 2019 | Amar es para siempre     | Gabriel de la Vega | Antena 3  |
| 2021        | Sequía                   | Duarte             | La 1      |
| 2022 - 2023 | Sagrada familia          | Ramón Fernández    | Netflix   |
| 2023        | 4 estrellas              | Sergio             | La 1      |
| 2024        | La pasión turca          | Pablo              | Antena 3  |

### Cine
- El palo (2001), de Eva Lesmes.
- Gatos (2002), de Toni Bestard y Adán Martín (cortometraje).
- Más de mil cámaras velan por tu seguridad (2003), de David Alonso
- El último alquimista (2005), de Nicolás Caicoya.
- El ciclo Dreyer (2006), de Álvaro del Amo.

### Concursos
- MasterChef Celebrity España (2022), quinto expulsado.

## Teatro
- Hillbillie wedding
- Aspirina para dos
- Annie get your gun
- Los engranajes
- Tierra de nadie
- Una historia de amor y miedo
- Cádiz - Teatro Lara (2024-presente)